# Gương cầu lồi

Gương cầu lồi

Gương cầu lồi, gương mắt cá hoặc gương phân kì, là gương có bề mặt là một phần của hình cầu và bề mặt cong phản xạ hướng về phía nguồn sáng. Gương cầu lồi là loại gương phình ra ở rìa ngoài, phản xạ ở gần rìa có góc rộng hơn so với ở trong tâm tạo ra ảnh ảo và nhỏ hơn so với vật thật.
- Gương cầu lồi luôn cho ảnh ảo, cùng chiều và nhỏ hơn vật vì cả tiêu điểm (F) và tâm của gương (O) đều nằm khác phía với ảnh thật. Ảnh càng lớn nếu vật đặt càng gần bề mặt phản xạ và tiến tới xấp xỉ bằng kích thước của vật khi vật tiến sát bề mặt phản xạ.
- Vùng nhìn thấy của gương cầu lồi rộng hơn vùng nhìn thấy của gương phẳng có cùng kích thước và vị trí đặt mắt.
- Gương cầu lồi có thể biến một chùm tia tới song song thành chùm tia phản xạ phân kì, từ chùm tia tới hội tụ thành chùm tia phản xạ phân kì hay song song.
- Ảnh ảo của gương cầu lồi không hứng được trên màn chắn.
- Khoảng cách từ ảnh tới gương cầu lồi nhỏ hơn khoảng cách từ vật tới gương.
- Ảnh nhỏ hơn vật

## Ứng dụng thực tế
Gương cầu lồi được sử dụng làm gương chiếu hậu cho xe ôtô và xe máy, làm gương cầu quan sát giao thông, thường được đặt tại góc cua để người điều khiển phương tiện giao thông có thể thông qua đó quan sát và tránh phương tiện khác. Ngoài ra còn được sử dụng ở máy rút tiền tự động (ATM) giúp cho người rút tiền có thể quan sát tương đối phía sau. Dùng gương cầu lồi gắn tại các khúc cua, đường gấp khúc, khu vực có vật cản hạn chế quan sát, để nới rộng tầm nhìn, dễ dàng quan sát.
| Vị trí của vật (S), Tiêu điểm (F) | Ảnh                             | Sơ đồ |
| --------------------------------- | ------------------------------- | ----- |
| {\displaystyle S>F,\ S=F,\ S<F}   | - Ảo - Cùng chiều - Nhỏ hơn vật |       |